# Danaus diapientis
Danaus diapientis is een vlinder uit de familie Nymphalidae. De wetenschappelijke naam van de soort is voor het eerst geldig gepubliceerd door Embrik Strand.